# Người Tutsi

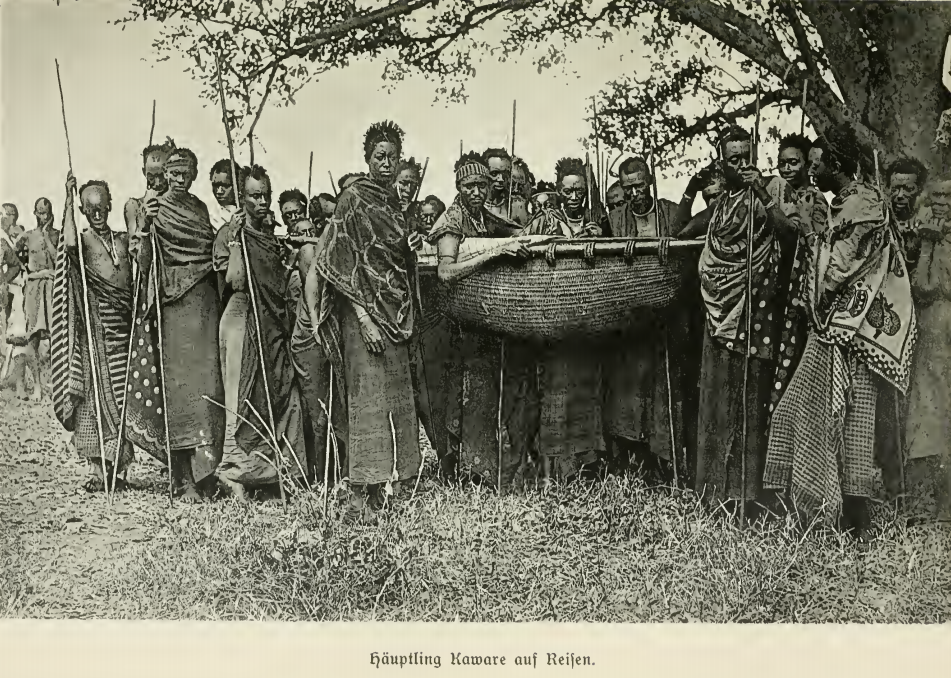
Người Tutsi (1904)

Người Tutsi (phát âm tiếng Kinyarwanda: [tūtsī]), hay Abatutsi, là một nhóm người cư ngụ tại vùng Hồ Lớn châu Phi. Họ cũng được gọi bằng những tên gồm Watutsi, Watusi, Wahuma và Wahima. Người Tutsi là một phân nhóm người Banyarwanda, sinh sống chủ yếu trên lãnh thổ Rwanda và Burundi, nhưng cũng hiện diện tại Uganda, Cộng hòa Dân chủ Congo và Tanzania. Họ nói các ngôn ngữ Rwanda-Rundi.
Người Tutsi là nhóm người lớn thứ nhì trong số ba nhóm dân tộc lớn ở Rwanda và Burundi; sau người Hutu (lớn nhất) và người Twa (nhỏ nhất). Một nhóm nhỏ người Hema, Kiga và Furiiru cũng số lân cận với người Tutsi tại Rwanda. Người Bắc Tutsi (ở Rwanda) được gọi là Ruguru (Banyaruguru), còn người Nam Tutsi (ở Burundi) được gọi là Hima.